# بهمن کریمی
میرزا عزیزالله خان بهمن کریمی (اردیبهشت ۱۳۶۲) باستان‌شناس، مورخ و مصحح ایرانی بود. او ریاست اداره باستانشناسی را بر عهده داشت.
کریمی در چهارمین سفر اکتشافی اورل اشتاین به ایران که از نوامبر ۱۹۳۵ آغاز شد و ۱۵ ماه به طول انجامید از همسفران او بود و یادداشت‌های خود را از سفر می‌نگاشت. آنان از غرب فارس تا کردستان ایران را پیمودند. او پس از این سفر کتاب راه‌های باستانی و پایتختهای قدیمی غرب ایران را تألیف کرد.

## کتاب‌های تصحیحی
- جامع‌التواریخ، تصحیح و نخستین چاپ: ۱۳۳۸، انتشارات اقبال؛ که این کتاب را در پی ۱۰ سال پژوهش و مطالعه، تصحیح کرده‌است.
- تاریخ نیشابور، ۱۳۳۹، انتشارات ابن سینا.

## تالیفات
- راه‌های باستانی و پایتختهای قدیمی غرب ایران: با بیست‌وپنج نقشه و یکصدوپنجاه گراور/ تألیف بهمن کریمی (بهمن میرزا)، [تهران]: [چاپخانه بانک ملی ایران]، ۱۳۲۹.[۴]
- راهنمای آثار تاریخی شیراز[۵]
- جغرافی مفصل تاریخی غرب ایران، ۱۳۱۶